# Сандуляк Леонтій Іванович
Леонтій Іванович Сандуляк (8 березня 1937, с. Козиряни, Кельменецький район, Чернівецька область, Україна — 3 грудня 2023) — український громадсько-політичний діяч, науковець, дипломат. Професор. Разом із Левком Лук'яненком був автором «Акта проголошення Незалежності України»; перший посол України в Румунії; вчений в галузі гістології, ендокринології, екології та валеології, доктор медичних наук, професор, автор 150 наукових праць в тому числі 5-и монографій та посібника з екології людини; член Національної спілки журналістів України.

## Життєпис
Народився 8 березня 1937 у багатодітній сім'ї хліборобів у с. Козиряни (нині Кельменецький район, Чернівецька область).

## Освіта
Закінчив Козирянську семирічну школу (1952 р.); Чернівецьку фельдшерсько-акушерську школу (ФАШ,1956 р.); Чернівецький медичний інститут (1965 р.); аспірантуру на кафедрі гістології та захистив кандидатську дисертацію (1969 р.); наукове стажування в НДІ ендокринології ім. Пархона (Бухарест, Румунія — 1974—1975 р.р.).
1986 — стажування в Саскачеванському університеті (Канада).
1983 року захистив докторську дисертацію на тему: «Еритроцити як депо та система транспорту інсуліну» (м. Київ, НДІ ендокринології та обміну речовин). Відкрив раніше не відому властивість еритроцитів депонувати та транспортувати інсулін (1974, див. ДАН СРСР, 1974, т.219, № 4 , с. 1020—1021.) та започаткував новий науковий напрямок в ендокринології, а саме: «Вивчення ролі еритроцитів як депо та універсальної транспортної системи біологічно — активних речовин, в тому числі гормонів у регуляції гомеостазу та адаптації» (див. стенограму захисту докторської дисертації в книзі «Одного відкриття: історія та хронік», 2002 р.)

## Трудова діяльність
На останньому курсі навчання у ФАШ працював акушером.
У 1956—1959 — солдат строкової служби Радянської армії. Перші три місяці служби в армії працював акушером, а потім санітарним інструктором. Під час навчання в медінституті 4 роки працював медбратом в Чернівецькій обласній психоневрологічній лікарні. Після закінчення інституту — лікар-невропатолог Словичанської районної лікарні № 2 Житомирської області та на 0,5 ставки
лікар-ендокринолог і на громадських засадах — патологоанатом.
У 1969–1972 — асистент кафедри гістології в Чернівецькому медінституті.
У 1972–1997 працював у Чернівецькому державному університеті на посадах ст. викладача — доцента — професора та зав.-кафедрою фізіологія людини і тварини.
У 1992–1995 — Надзвичайний і Повноважний Посол України в Румунії. Після закінчення дипломатичної служби — професор кафедри екології і права Чернівецького факультету Харківського національного університету «ХПІ».
З 2004 року — професор, проректор з національно-патріотичного виховання студентів та перший проректор Бориспільського інституту муніципального менеджменту при МАУП.
З 2013 року — професор кафедри педагогіки, психології та управління освітою Інституту післядипломної педагогічної освіти Чернівецької області.

## Громадська робота
Є одним із засновників Народного Руху України та перший голова його Чернівецької крайової організації; один із засновників УЕА «Зелений світ» та був його співголовою і одночасно головою громадської екологічної організації «Зелений світ Буковини»; один із засновників Партії зелених України та 1992 р. був обраний її головою. 1989 року на альтернативній основі обраний народним депутатом СРСР по 504 в.о. (м. Чернівці та Глибоцький р-н). Був активним членом опозиційної МДГ А. Сахарова та Народної Ради у Верховній Раді УРСР. Очолював Топонімічну комісію при Бориспільській міськраді. Організував та очолив на громадських засадах при інформаційно-довідковому, культурно-мистецькому центрі Бориспільської міської центральної бібліотеки «Вечірній університет здоров'я та українознавства» (ВУЗУ). Є Почесним головою «Зеленого світу України» та «Зеленого світу Буковини».

## Відзнаки
- орденом «За заслуги» ІІІ ступеня та Подяка Президента (від Президента Ющенка)
- Ювілейна медаль «20 років Незалежності України» (від Президента Януковича)
- орден Святого Рівноапостольного князя Володимира Великого ІІІ ступеня за заслуги з відродження духовності в Україні та утвердження Помісної Української православної церкви (від патріарха Філарета)
- Премія ім. Павла Чубинського (2012)
- Почесний громадянин Чернівців[3]

## Творчість
Автор близько 100 публікацій на громадсько-політичні теми та 2-х книг: «Одного відкриття: історія та хроніка», «Не мовчіть і вас почують».